# Heinrich Schoppmeyer (Historiker)
Heinrich Schoppmeyer (* 29. Juni 1935 in Witten) ist ein deutscher Landeshistoriker mit dem Schwerpunkt westfälische Landesgeschichte, Stadtgeschichte des Mittelalters und Frühe Neuzeit.

## Leben
Heinrich Schoppmeyer studierte Geschichte, Germanistik und Philosophie an der Universität Münster; er promovierte 1966 über das Erzbistum Paderborn. Schoppmeyer war zunächst im Schuldienst, dann ab 1969 als Studienrat an der Ruhr-Universität Bochum tätig. Dort wurde er 1981 zum Honorarprofessor für Geschichte des Mittelalters und Westfälische Landesgeschichte ernannt; 1992/93 hatte er einen Lehrauftrag an der Universität Rostock inne. Er lehrte bis zu seiner Pensionierung 2004 an der Universität Bochum.
Er lebt in Witten, ist Ehrenvorsitzender des Vereins für Orts- und Heimatkunde in der Grafschaft Mark und ordentliches Mitglied der Historischen Kommission für Westfalen. Zu seinem 75. Geburtstag erschien die Festschrift Aspekte der Landesgeschichte. 2012 erschien das derzeitige lokalgeschichtliche Standardwerk Witten. Geschichte von Dorf, Stadt und Vororten.
Er ist Mitglied des Ruder-Clubs Witten.

## Schriften (Auswahl)
- Der Bischof von Paderborn und seine Städte; zugleich ein Beitrag zum Problem Landesherr und Stadt. Verein für Geschichte und Altertumskunde Westfalens, Abteilung Paderborn, 1968 (= Dissertation)
- Der Nationalsozialismus in Witten. Teil 1. In: Jahrbuch des Vereins für Orts- und in der Grafschaft Mark. Nr. 82/83, 1985, S. 7–274.
- Über 775 Jahre Witten. Katalog zur Ausstellung des Vereins für Orts- und Heimatkunde in der Grafschaft Mark zu Witten. (= Beiträge zur Geschichte der Stadt Witten 2), 1989, ISBN 978-3-88913-130-0
- Geschichte der Pfarrgemeinde St. Marien zu Witten. Festschrift aus Anlaß des einhundertfünfzigjährigen Bestehens der Katholischen Pfarrgemeinde St. Marien zu Witten. Kath. Pfarrgemeinde St. Marien, Witten 1996.
- Witten. Geschichte von Dorf, Stadt und Vororten. 2 Bände. VOHM, Witten 2012, ISBN 978-3-00-040266-1.